# Haplogynae
Haplogynae è una sezione dell'infraordine di ragni araneomorfi.
Il nome deriva dal greco ἀπλοός, aploòs, cioè semplice, non completo, e γυνή, gynè, cioè femmina, ad indicare l'apparato genitale femminile piuttosto rudimentale di questi ragni.

## Caratteristiche
Gli appartenenti a questa sezione sono caratterizzati dal non avere l'apparato genitale femminile non sclerotizzato e rudimentale, contrariamente agli appartenenti al taxon Entelegynae.
Inoltre la maggior parte delle specie di Haplogynae hanno sei occhi, in contrapposizione alla maggior parte dei ragni che ne possiede otto; alcuni generi della famiglia Caponiidae (Caponioidea) ne hanno quattro o addirittura solo due e il genere Tetrablemma (Tetrablemmidae, Caponioidea) ne possiede solo quattro. Fanno ancora eccezione i Plectreuridae (Pholcoidea) che di occhi ne hanno otto.
Questa sezione risponde ad un tentativo di classificazione dei ragni araneomorfi in base alle caratteristiche del loro apparato genitale. L'unica famiglia di questa sezione a possedere il cribellum è la famiglia Filistatidae; tutte le altre sono ecribellate.

## Tassonomia
Sono considerate appartenenti a questa sezione 5 superfamiglie per complessive 16 famiglie:
```
    +----------------
Filistatidae
 
AUSSERER
, 
1867
   
    |           
Caponioidea
: 
    |     +----------
Caponiidae
 
SIMON
, 
1890
  
    |  +--|  +-------
Tetrablemmidae
 
O.P.-CAMBRIDGE
 
1873

    |  |  |  |  
Dysderoidea
:
   -|  |  +--|  +--+-
Orsolobidae
 
COOKE
, 
1965
     
    |  |     +--|  +-
Oonopidae
  
SIMON
, 
1890
      
    |  |        |----
Dysderidae
 
C.L.KOCH
, 
1837
    
    |  |        +----
Segestriidae
 
SIMON
, 
1893
 
    +--|    "Scytodoids":     
       |        
Pholcoidea
:          
       |  +-----+----
Pholcidae
 
C.L.KOCH
, 
1851
       
       |  |     |--+-
Diguetidae
 
F.O.P.-CAMBRIDGE
 
1899
     
       |  |        +-
Plectreuridae
 
SIMON
, 
1893
   
       +--|     
Leptonetoidea
:
          |  +--+----
Ochyroceratidae
 
FAGE
, 
1912

          |  |  |--+-
Leptonetidae
 
SIMON
, 
1890
     
          +--|     +-
Telemidae
 
FAGE
, 
1913
       
             |  
Scytodoidea
:
             |  +----
Sicariidae
 
KEYSERLING
, 
1880
      
             +--|  
                +--+-
Scytodidae
 
BLACKWALL
, 
1864
     
                   +-
Drymusidae
 
SIMON
, 
1893
```

Ipotesi cladistica per gli Haplogynae dell'aracnologo Raven del 1985. La lunghezza e lo spessore delle linee non sottintendono distanza evolutiva fra le famiglie.